# La Flèche noire (film, 1948)
Pour les articles homonymes, voir The Black Arrow.
Cet article concerne le film. Pour le roman, voir La Flèche noire.
Pour plus de détails, voir Fiche technique et Distribution.
La Flèche noire (The Black Arrow) est un film de 1948 réalisé par Gordon Douglas et adapté du roman La Flèche noire de Robert Louis Stevenson.

## Synopsis
Le film est une adaptation du roman La Flèche noire de Robert Louis Stevenson.

## Fiche technique
- Titre original : The Black Arrow
- Réalisateur : Gordon Douglas
- Producteur : Edward Small

## Distribution
- Louis Hayward : Sir Richard Shelton
- Janet Blair : Joanna Sedley
- George Macready : Sir Daniel Brackley
- Edgar Buchanan : Lawless
- Rhys Williams : Bennet Hatch
- Walter Kingsford : Sir Oliver Oates
- Lowell Gilmore : Duc de Gloucester
- Halliwell Hobbes : Bishop
- Paul Cavanagh : Sir John Sedley
- Ray Teal : Nick Appleyard
- Russell Hicks : Sir Harry Shelton
- Leslie Denison : Sir William Catesby
- Billy Bevan : Dungeon Keeper
- Harry Cording : un garde (non crédité)

## Production
Le film utilise des décors du Le Manoir de la haine (1948) et des costumes et des acteurs de Le Fils de Robin des Bois (1946).